# Festival de Cinema de Futebol
Festival de Cinema de Futebol (Cinefoot) é um evento brasileiro para filmes de curta e longa metragens. 
Dedicado exclusivamente ao tema sobre futebol, o Cinefoot ocorre anualmente em várias cidades brasileiras, como Rio de Janeiro, São Paulo e Curitiba e concorrem produções cinematográficas de toda a América Latina.
Iniciada no ano de 2010, o festival possui eventos paralelos, como debates, oficinas, concursos de vídeos e homenagens, além do evento competitivo, premiando os melhores colocados.

## Taça CINEfoot

### Filmes Vencedores
| Edição | Ano  | Filme                                          | Direção                              | Indicação                                     | Categoria                | Ref.  |
| 1      | 2010 | Inacreditável - A Batalha dos Aflitos          | Beto Souza                           | Melhor Filme de Longa Metragem                | Voto Popular             | [ 4 ] |
| 1      | 2010 | Mauro Shampoo - Jogador, Cabeleireiro e Homem  | Paulo Fontenelle                     | Melhor Filme de Curta Metragem                | Voto Popular             | [ 4 ] |
| 1      | 2010 | O Deus da Raça                                 | Pedro Asbeg                          | Prêmio Porta Curtas                           |                          | [ 4 ] |
| 2      | 2011 | Copa Vidigal                                   | Luciano Vidigal                      | Melhor Filme de Longa Metragem                | Voto Popular             | [ 4 ] |
| 2      | 2011 | Porque hay cosas que nunca se olvidan          | Lucas Figueroa                       | Melhor Filme de Curta Metragem                | Voto Popular             | [ 4 ] |
| 2      | 2011 | On Side                                        | Jonas Amarante                       | Prêmio Porta Curtas                           |                          | [ 4 ] |
| 3      | 2012 | Copa União                                     | Diogo Dahl e Raphael Vieira          | Melhor Filme de Longa Metragem                | Voto Popular (Rio)       | [ 5 ] |
| 3      | 2012 | Bahêa, Minha Vida – O Filme                    | Marcio Cavalcante                    | Melhor Filme de Longa Metragem                | Voto Popular (São Paulo) | [ 5 ] |
| 3      | 2012 | Gaúchos Canarinhos                             | Rene Goya Filho                      | Melhor Filme de Curta Metragem                | Voto Popular (Rio)       | [ 5 ] |
| 3      | 2012 | O Pequeno Time                                 | Roger Gómez e Davi Resines           | Melhor Filme de Curta Metragem                | Voto Popular (São Paulo) | [ 5 ] |
| 3      | 2012 | Zimbú                                          | Marcos Strassburger Souza            | Prêmio Porta Curtas (Rio)                     |                          | [ 5 ] |
| 3      | 2012 | Ser Campeão é Detalhe - Democracia Corinthiana | Gustavo Forti Leitão e Caetano Biasi | Prêmio Porta Curtas (São Paulo)               |                          | [ 5 ] |
| 4      | 2013 | Memórias do Chumbo                             | Lúcio Castro                         | Melhor Documentário de Longa Metragem         |                          | [ 6 ] |
| 4      | 2013 | Três no Tri                                    | Zé José                              | Melhor Documentário de Curta Metragem         |                          | [ 6 ] |
| 4      | 2013 | Santos Para Sempre na Pele                     | Bruno Curti e Lorraine Lopes         | Prêmio Porta Curtas                           |                          | [ 6 ] |
| 4      | 2013 | Barbeiro Futebolista                           | Juan Manuel Aragón                   | Prêmio Premiere F.C. de melhor curta-metragem |                          | [ 6 ] |

## Ligação externa
- Site Oficial